# Смирнов, Марис
Ма́рис Смирно́в (латыш. Māris Smirnovs; 2 июня 1976, Даугавпилс, Латвийская ССР) — латвийский футболист, защитник, тренер.
Карьеру начал в 1995 году, когда играл в составе команды «Вилан-Д» из Даугавпилса.
Шесть сезонов (из них пять полных) провёл в «Вентспилсе», в чьих рядах четырежды становился серебряным призёром чемпионата Латвии.
За сборную Латвии в период времени с 2003 по 2006 год провёл 22 игры. Участник чемпионата Европы 2004.

## Достижения
- Серебряный призёр чемпионатов Латвии: 2000, 2001, 2002, 2009
- Обладатель Кубка Латвии: 2003, 2004